# Mantova
Mantova (også Mantua) er hovedstad i den norditalienske provins af samme navn, den sydøstligste provins i regionen Lombardiet. Byen har 48.653 (2023) indbyggere. Den ligger på jernbanen mellem Verona og Modena.
Mantova er en meget gammel by og fødeby for digteren Vergil, der skrev Æneiden. Den var i flere århundreder en selvstændig bystat, der 1328- 1708 regeredes af Gonzaga-familien. Fra den tid stammer det meste af Mantovas gamle bydel. Byen er omgivet af søer, anlagt i forsvarsøjemed i det 12. århundrede.
Blandt de mest kendte bygninger er dogepaladset med ca. 500 værelser. Brudeværelset er dekoreret med fresker af Andrea Mantegna. På freskerne ser man den danske konge Christian 1., der besøgte Mantova i 1474, da han var på vej til paven i Rom. Det er det eneste kendte billede af Christian 1., der er malet efter levende model.
Mantova blev i 2008 sammen med Sabbioneta optaget på UNESCOs liste over verdenskulturarv. Mantova er optaget, fordi den er et enestående eksempel på, hvordan en middelalderby blev omdannet efter renæssancens idealer. Mantova blev udnævnt til italiensk kulturhovedstad (capitale italiana della cultura) for 2016.